# Szkoła Podstawowa im. Stanisława Ligonia w Truskolasach
Szkoła Podstawowa im. Stanisława Ligonia w Truskolasach – szkoła o charakterze podstawowym w Truskolasach. Trzykrotnie (w latach 2014, 2016, 2017) uzyskała tytuł Najlepszej Szkoły Przedsiębiorczości w Polsce.

## Historia szkoły
Początki szkolnictwa w Truskolasach sięgają czasów Księstwa Warszawskiego. W 1808 roku powstała tutaj szkoła elementarna. Mieściła się ona w drewnianym budynku i miała jednego nauczyciela. Działała nieprzerwanie aż do wybuchu I wojny światowej. W drugiej połowie XIX wieku w Królestwie Polskim rozpoczęła się akcja rusyfikacyjna na szeroką skalę. Nauka w truskolaskiej szkole odbywała się zatem w języku rosyjskim.
W latach 1914–1917 w Truskolasach przebywał Stanisław Ligoń, późniejszy znany i popularny artysta śląski, działacz społeczny, uczestnik akcji plebiscytowej, a następnie znakomity radiowiec, dyrektor katowickiej rozgłośni Polskiego Radia, poseł na Sejm II Rzeczypospolitej. Przybył on do Truskolasów, aby na zamówienie proboszcza parafii wykonać polichromię w tutejszym kościele. Kiedy wybuchła I wojna światowa, pozostał w Truskolasach i postanowił oddać się pracy społecznej. W domu, w którym mieszkał z rodziną, na tzw. „Janikowej Górce”, założył szkołę, w której uczył wraz z żoną Wandą. Wszystkich przedmiotów uczono po polsku.

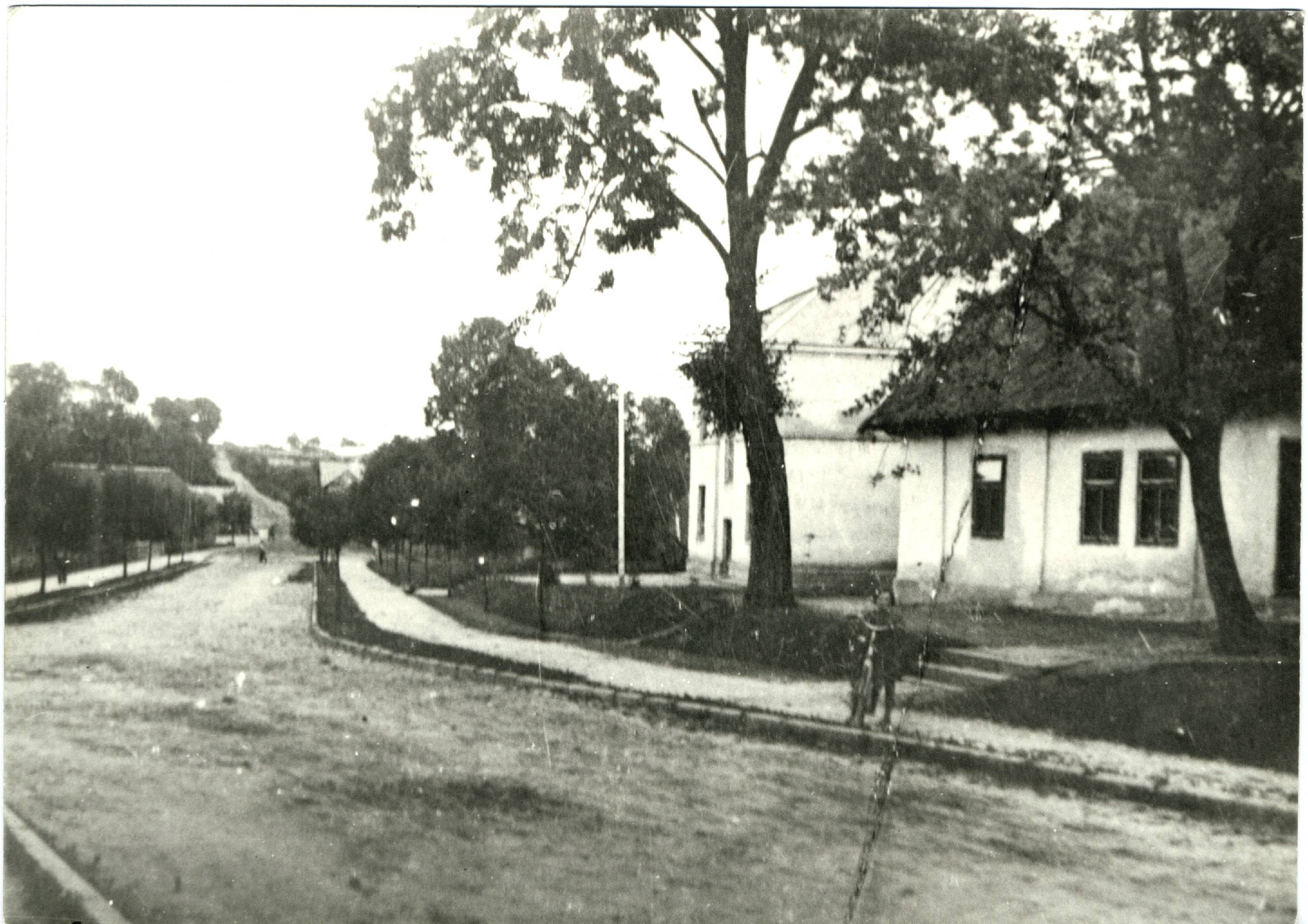
Budynki szkolne – na pierwszym planie budynek starej „rosyjskiej” szkoły, w tle budynek oddany w roku szkolnym 1929/30

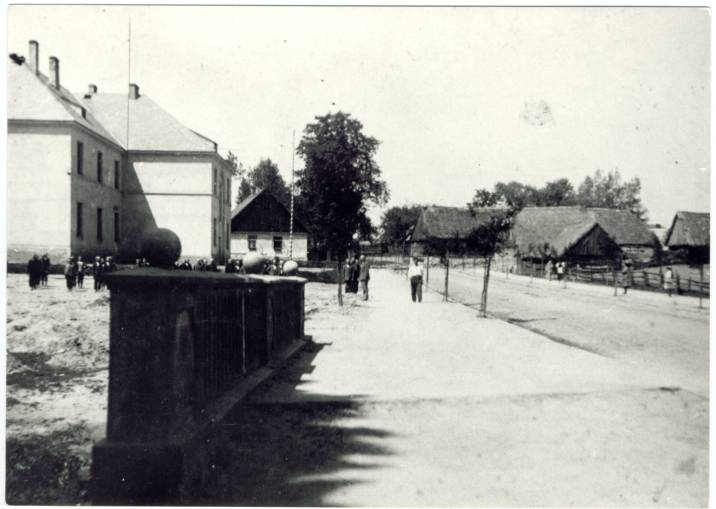
Budynek szkoły oddany w roku szkolnym 1929/30

Po I wojnie światowej szkoła borykała się z problemami lokalowymi. Dzięki staraniom miejscowej społeczności w roku szkolnym 1929/1930 oddano do użytku 7-klasowy budynek szkolny, który istnieje do dziś.
W czasie okupacji hitlerowskiej budynek szkolny zajęli Niemcy. Zajęcia odbywały się sporadycznie. Dzieci zwoływane były jedynie po to, aby dokonać zbioru ziół na potrzeby niemieckiego przemysłu farmaceutycznego. W miarę możliwości uczono je w domu. Tajne nauczanie organizował organista pan Marchwiński wraz z żoną. Po wojnie zorganizowano szkołę, która początkowo miała tylko sześć klas.
W 1979 roku z inicjatywy ówczesnego dyrektora Zdzisława Łosika powstał Komitet Rozbudowy Szkoły. Prace budowlane odbywały się przy dużym udziale rodziców, którzy organizowali także środki finansowe. Równocześnie z rozbudową podjęto prace nad nadaniem szkole imienia. Spośród dwóch propozycji: Bolesława Bieruta i Stanisława Ligonia, Rada Pedagogiczna wybrała tę drugą, podejmując stosowną uchwałę 3 marca 1986 roku. 1 września następnego roku odbyła się Wojewódzka Inauguracja Roku Szkolnego 1987/88 połączona z nadaniem szkole imienia. W 1990 roku oddano do użytku kompleks sportowy z dużą salą gimnastyczną i dwiema mniejszymi oraz licznymi pomieszczeniami administracyjnymi. 28 kwietnia odbyła się Wojewódzka Inauguracja Dni Olimpijczyka, a 10 listopada tego samego roku odbyło się uroczyste wręczenie i poświęcenie sztandaru. Od 1 września 1999 roku, wraz z wejściem w życie reformy szkolnictwa, w szkole funkcjonowało również gimnazjum. Początkowo nie miało ono imienia. Uchwałą Rady Gminy z 25 lutego 2003 roku utworzono Zespół Szkół im. Stanisława Ligonia w Truskolasach. Podjęto wówczas starania o nadanie szkole nowego sztandaru. Uroczystość nadania sztandaru połączona z II Zjazdem Absolwentów odbyła się 24 kwietnia 2004.
19 kwietnia 2008 roku, w 200 rocznicę szkolnictwa w Truskolasach, odbył się III Zjazd Absolwentów. W latach 2014–2017 trwały obchody 100-lecia pobytu Stanisława Ligonia w Truskolasach. W ramach tych obchodów 18 kwietnia 2015 roku odbył się IV Zjazd Absolwentów.
Od 1 września 2017 w wyniku kolejnej reformy edukacji Zespół Szkół przekształcił się ponownie w Szkołę Podstawową.

## Współpraca międzynarodowa
Szkoła realizuje liczne projekty międzynarodowe. W latach 1999–2010 odbywała się wymiana młodzieży z niemiecką szkołą w Barßel przy wsparciu Polsko-Niemieckiej Współpracy Młodzieży, realizowano projekty Socrates Comenius 1 w latach 1999–2003, projekty eTwinning, a także projekty Erasmus+ oraz PO WER, zarówno w akcji KA1, jak i KA2 (2016–2021). Placówka współpracuje też z organizacją AIESEC oraz z Polsko-Amerykańską Komisją Fulbrighta, czego efektem były wizyty anglojęzycznych wolontariuszy i stypendystów.

## Absolwenci
- Jerzy Brzęczek
- Jakub Błaszczykowski
- Karolina Lizurej